# Cristal de Lothaire
 (mars 2024).
La mise en forme du texte ne suit pas les recommandations de Wikipédia : il faut le « wikifier ».
Les points d'amélioration suivants sont les cas les plus fréquents :
- Les titres sont pré-formatés par le logiciel. Ils ne sont ni en capitales, ni en gras.
- Le texte ne doit pas être écrit en capitales (les noms de famille non plus), ni en gras, ni en italique, ni en « petit »…
- Le gras n'est utilisé que pour surligner le titre de l'article dans l'introduction, une seule fois.
- L'italique est rarement utilisé : mots en langue étrangère, titres d'œuvres, noms de bateaux, etc.
- Les citations ne sont pas en italique mais en corps de texte normal. Elles sont entourées par des guillemets français : « et ».
- Les listes à puces sont à éviter, des paragraphes rédigés étant largement préférés. Les tableaux sont à réserver à la présentation de données structurées (résultats, etc.).
- Les appels de note de bas de page (petits chiffres en exposant, introduits par l'outil «  Source ») sont à placer entre la fin de phrase et le point final[comme ça].
- Les liens internes (vers d'autres articles de Wikipédia) sont à choisir avec parcimonie. Créez des liens vers des articles approfondissant le sujet. Les termes génériques sans rapport avec le sujet sont à éviter, ainsi que les répétitions de liens vers un même terme.
- Les liens externes sont à placer uniquement dans une section « Liens externes », à la fin de l'article. Ces liens sont à choisir avec parcimonie suivant les règles définies. Si un lien sert de source à l'article, son insertion dans le texte est à faire par les notes de bas de page.
- La présentation des références doit suivre les conventions bibliographiques. Il est recommandé d'utiliser les modèles {{Ouvrage}}, {{Chapitre}}, {{Article}}, {{Lien web}} et/ou {{Bibliographie}}. Le mode d'édition visuel peut mettre en forme automatiquement les références.
- Insérer une infobox (cadre d'informations à droite) n'est pas obligatoire pour parachever la mise en page.

Pour une aide détaillée, merci de consulter Aide:Wikification.
Si vous pensez que ces points ont été résolus, vous pouvez retirer ce bandeau et améliorer la mise en forme d'un autre article.
Le cristal de Lothaire (également connu sous le nom de cristal de Suzanne) est une pierre précieuse gravée de Lorraine, dans le Nord-Ouest de l'Europe, représentant des scènes de l'histoire biblique de Suzanne, datant de 855 à 869. Le cristal de Lothaire se trouve aujourd'hui dans la collection du British Museum.

## Description
Le disque rond de quartz clair (« cristal de roche ») de 11,5 centimètres de diamètre constitue la base de cette œuvre d'art impressionnante. Huit scènes illustrant l'histoire de Suzanne et des Anciens du Livre de Daniel sont ensuite gravées dans le cristal de roche. Dans cette histoire, Suzanne est faussement accusée d'adultère par les anciens. Cependant, Daniel intervient pour interroger les anciens, découvre leur faux témoignage et ainsi ils sont lapidés (cet élément ne fait pas partie du récit biblique). Dans la scène finale, Suzanne est déclarée innocente. Les scènes sont accompagnées de courtes inscriptions en latin.
Les gravures sur le cristal sont réalisées dans le style énergique et caractéristique du début du Moyen Âge, originaire de Reims et dont le Psautier d'Utrecht est l'un des principaux représentants. Le cristal est entouré d'une monture en cuivre doré du XVe siècle avec un bord feuillagé, qui était peut-être autrefois attribuée à saint Éloi (vers 588-660), le saint patron des orfèvres.

## Datation
Le cristal porte l'inscription « LOTHARIVS REX FRANC[ORVM ME FI]ERI IVSSIT » (« Lothaire, roi des Francs, ordonna que je sois fait »). On a longtemps pensé que ce vers faisait référence à Lothaire II, ou Lotharius en latin. Lothaire Ier s'appelait imperator (empereur), tandis que Lothaire II ne s'appelait que rex (roi), tout comme l'auteur du cristal ; il est donc possible que l'œuvre d'art ait été créée à l'époque de Lothaire II, probablement vers le milieu du IXe siècle, ce qui en fait un exemple tardif de l'art carolingien.
D'autres ont noté que la formulation des titres de Lothaire est très inhabituelle, car il ne s'est jamais qualifié de « roi des Francs ». De plus, au moment de sa création, le nom de Lothairius était toujours orthographié et prononcé Hlotharius. Le « h » n'est devenu inaudible en vieux bas franc qu'à la fin du IXe siècle, ce qui pourrait indiquer que la ligne op a été ajoutée après le règne de Lothaire II, ou que le cristal a pu être fabriqué par quelqu'un d'autre. Simon MacLean a donc suggéré que le roi Lothaire de France du Xe siècle était le patron de ce grand joyau. Mats Dijkdrent, quant à lui, pense que la ligne aurait pu être ajoutée pour en faire une relique plus convaincante, réalisée par saint Éloi qui, selon sa vita, aurait travaillé pour un certain Lothaire, roi des Francs (en fait Clotaire II ).

## Histoire
On ne sait rien de l’histoire du cristal de Lothaire avant le Xe siècle. À peu près à cette époque, il fut mis en gage par un comte en échange d'un cheval. Le bijou entre ensuite en possession de l'abbaye de Waulsort (aujourd'hui en Belgique), où le cristal est conservé jusqu'au XVIIIe siècle.
En 1793, les troupes révolutionnaires françaises pillèrent Waulsort et le cristal se trouverait alors dans la Meuse, d'où il aurait été repêché par un marchand d'art avec une fissure au milieu. Le commerçant belge, qui affirmait qu'il avait été récupéré dans le lit de la rivière, revendit le cristal à un collectionneur français pour douze francs. L’œuvre d’art est ensuite allée au politicien libéral britannique Ralph Bernal, qui l’a payé 10 £. En 1855, il fut acquis par Augustus Wollaston Franks pour le compte du British Museum lors d'une vente aux enchères de la collection Bernal chez Christie's pour 267 £,.

## Interprétation
Le cristal fait partie d'un petit nombre de pierres précieuses gravées carolingiennes créées pour les cercles autour de la cour. De nombreuses interprétations ont été proposées concernant la fonction du cristal, ainsi que son importance pour la cour de Lorraine ; cependant, sa signification exacte reste un débat en cours parmi les scientifiques.
Le sujet de la représentation du cristal suggère qu'il était peut-être destiné à être exposé à la cour comme symbole du rôle du roi dans la justice. Son dessin pourrait être une allusion au pectoral de justice porté par le grand-prêtre d'Israël. Selon cette interprétation, le cristal pourrait avoir été une tentative de démontrer visuellement la responsabilité du dirigeant de rendre la justice, en utilisant un parallèle biblique pour l'inciter à respecter l'idéal d'un gouvernement sage, comme l'illustrent les rois justes de l'Ancien Testament. Alternativement, le sujet du cristal symbolise une relation idéalisée entre l'Église et l'État, Suzanne représentant l'Église protégée de ses ennemis par les justes décisions du dirigeant.
Il a également été avancé que le cristal était lié au divorce acrimonieux de Lothaire et de sa femme Theutberga, qu'il accusait d'inceste. Il représente la justification d'une femme faussement accusée d'un crime sexuel, et le type de cristal de roche à partir duquel il est fabriqué était également utilisé comme amulette protectrice par les Francs. Plusieurs érudits ont suggéré que le cristal a été conçu en 865, lorsque Lothar cherchait à se réconcilier avec sa femme, pour servir à la fois de réprimande au roi pour son comportement et de charme pour protéger le couple royal du mal.

## Lire la suite
- Dijkdrent, Mats, « The Lothar Crystal as a Relic of Saint Eligius. Peregrinations » 7:3 (2021), 1-26. https://digital.kenyon.edu/perejournal/vol7/iss3/1/
- Kornbluth, Genevra Alisoun (1995), Engraved gems of the Carolingian empire, Pennsylvania State University Press,  (ISBN 978-0-271-01426-5)
- Flint, Valerie I. J., « Susanna and the Lothar Crystal: A Liturgical Perspective ». Early Medieval Europe 4:1 (1995), 61–86.